# The Singing Forest
The Singing Forest es una película estadounidense de 2003 escrita, producida y dirigida por Jorge Ameer y protagonizada por Jon Sherrin, Erin Leigh Price y Craig Pinkston.

## Sinopsis
Christopher es viudo, su esposa de 22 años Savannah ha muerto recientemente, lo que lo lleva a beber y a obsesionarse con la teoría de las vidas pasadas. Poco tiempo después se convence de que es la reencarnación de un luchador de la resistencia alemana que fue ahorcado por los nazis por esconder judíos durante el Holocausto. Su situación se vuelve aún más compleja a medida que se acerca la boda de su hija Destiny, y el sentido de déjà vu de Christopher alrededor de su prometido, Ben, es suficiente para convencerlo de que él y Ben fueron amantes homosexuales durante una vida pasada.

## Reparto
- Jon Sherrin es Christopher.
- David Guzzone es el joven Christopher.
- Erin Leigh Price es Destiny.
- Craig Pinkston es Ben / Alexander.
- Eric Morris es Jo.
- Shelley Price es Savannah.
- Jorge Ameer es Charlie.
- Lance Black es Bill.
- Sal Roman es Stephen.
- Toni Zobel es el psíquico.
- Marc Ambrose es un guardia nazi.
- Randal Craig es un guardia nazi.
- Nolo Ortiz es un guardia nazi.
- Justin Huddleston es un guardia nazi.
- Gregory Saites es un guardia nazi.
- Jean Carol es Emily.
- Gerry Rand es Fred.
- Colin Campbell es Heinz.

## Recepción
La película fue vapuleada por la crítica. Tiene un 0% de ranking aprobatorio en la página Rotten Tomatoes, basado en 9 reseñas. En Metacritic tiene un puntaje de 1 sobre 100, convirtiéndose en una de las películas con peor calificación en la págna.